# Schwaighof (Mintraching)
Schwaighof ist ein Ortsteil (Weiler) der Gemeinde Mintraching im Landkreis Regensburg (Bayern).

## Geografie
Der Weiler hat neun Einwohner (Stand: 31. Dezember 2021) und liegt 2 km östlich von Mintraching an der Staatsstraße 2329. Östlich des Ortes liegen der Seegraben und der Almer Weiher.

## Baudenkmäler
- Waldkapelle (Lourdes- und Maria-Einsiedel-Kapelle) mit Bildstock